# Günther von Kirchbach
Pour les articles homonymes, voir Kirchbach (homonymie).
Günther von Kirchbach était un général allemand durant la Première Guerre mondiale.

## Biographie
Günther est le fils cadet du général prussien de l'infanterie Hugo von Kirchbach (1809-1887), qui est élevé (de) au rang héréditaire prussien de comte lors de son départ le 3 février 1880,, une élévation qui passe à Günther en tant que seul fils vivant à sa mort le 6 octobre 1887, son frère aîné Hugo étant tombé au combat en 1870,. Sa mère Anna, née Schwarz, est décédée à Berlin en 1910.
Kirchbach rejoint le régiment de fusiliers de la Garde de l'armée prussienne en tant que sous-lieutenant le 7 avril 1868 et prend part à la guerre contre la France en 1870/71. Il poursuit ensuite sa carrière d'officier et à partir de l'été 1896, il commande le 2e régiment à pied de la Garde, devient colonel au début de 1897 et devient major général et commandant de la 71e brigade d'infanterie à Dantzig en 1899, qu'il dirige jusqu'en mars 1903. Il est ensuite promu lieutenant général et nommé commandant de la 17e division d'infanterie à Schwerin le 18 mai 1903. Enfin, le 11 septembre 1907, Kirchbach est promu général de l'infanterie. Du 19 septembre 1907 au 2 avril 1911, il est général commandant du 5e corps d'armée, poste que son père avait également occupé. En août 1910, il est placé à la suite du 46e régiment d'infanterie nommé en l'honneur de son père. Avril 1911 est nommé président du tribunal militaire impérial.
Avec le déclenchement de la Première Guerre mondiale, Kirchbach est nommé général commandant du 10e corps de réserve, qui fait partie de la 2e armée (sous les ordres de Bülow) qui est déployée sur le front occidental. C'est là qu'il est blessé lors de la bataille de Saint-Quentin en août 1914 et passe un court moment à l'hôpital. Il est remplacé par le général Johannes von Eben et, le 7 septembre 1914, il est à nouveau nommé président de la Cour militaire du Reich. Il occupe ce poste jusqu'à son rappel et sa nomination au poste de général commandant le corps de Landwehr le 23 septembre 1916. En même temps, il est chargé du groupe d'armées Woyrsch à partir du 13 novembre 1916. Kirchbach est ensuite nommé commandant en chef de la division d'armée D. À partir du 12 décembre 1917, il est commandant en chef de la 8e armée ; son cousin, le colonel général saxon Hans von Kirchbach, lui succède au département D de l'armée. À compter du 31 juillet 1918, il est mis en congé, mais à partir du 8 août 1918, en tant que successeur du général feld-maréchal Hermann von Eichhorn après son assassinat, il reçoit une nouvelle affectation en tant que commandant en chef du groupe d'armées "Kiev", qui contrôle l'Ukraine occupée par les Allemands depuis février 1918 - un poste qu'il occupe au-delà de la fin officielle de la guerre jusqu'au retrait des unités allemandes. Il est mis à disposition et est mis à la retraite le 5 février 1919.
Entre 1873 et 1912, Kirchbach écrit la première édition de l'histoire de la famille Das Geschlecht derer von Kirchbach (première édition: Charlottenbourg 1912). La deuxième édition est complétée par son fils Hans Hugo Graf von Kirchbach (1887-1972) (Das Geschlecht Kirchbach 1490–1939, CA Starke Verlag, Görlitz 1939).

## Famille
Kirchbach se marie le 16 juin 1883 au manoir de Sproitz avec Adda baronne von Liliencron (née le 24 septembre 1865 à Potsdam et mort le 2 mai 1951 à Bad Blankenburg), petite-fille du général Karl von Wrangel et fille du chambellan royal prussien et Rittmeister Carl baron von Liliencron, propriétaire de Sproitz, et d'Adda baronne von Wrangel (de),.

## Récompenses
- Ordre de l'Aigle noir le 27 janvier 1917
- Pour le Mérite le 27 août 1917